# Jagdgeschwader 400
Эскадра Jagdgeschwader 400 (JG 400) была сформирована в люфтваффе и имела на вооружении реактивный истребитель-перехватчик Ме-163. JG 400 был сформирован 1 февраля 1944 года в Брандисе (штаб), вооружение которой составляли только ракетные истребители Мессершмитт Ме-163, первая в истории авиации часть, активно использовавшая боевой реактивный истребитель во время II Мировой войны.
Майор Вольфганг Шпете (нем. Wolfgang Späte) из JG 54, был назначен командиром Erprobungskommando 16 экспериментальных реактивных самолётов в Бад-Цвишенан (Северная Германия), где самолёты Messerschmitt Me-163 Komet проходили испытания и окончательную доводку.
Из-за большой скороподъёмности и ограниченной работы ракетного двигателя, Ме-163 был предназначен для быстрого скоротечного перехвата бомбардировщиков союзников, для этого планировалось разместить подразделения (Staffel) «Комет» на путях вероятных трасс стратегических бомбардировщиков. JG 400 первоначально был размещён в Венло (Нидерланды), затем перебазирование под Брандис около Лейпцига (Германия).

## Состав
Jagdgeschwader 400
- Stab (штаб ягдшвадера 400)
- I./JG400 (первая истребительная группа)
  - Stab I./JG400 (штаб первой группы)
  - 1./JG400 (первый штафель первой группы) (переформирован из 20./JG1)
  - 2./JG400 (второй штафель первой группы)
- II./JG400 (вторая истребительная группа)
  - Stab II./JG400 (штаб второй группы)
  - 5./JG400 (пятый штафель первой группы)
  - 6./JG400 (шестой штафель первой группы)
- III./JG400 (третья истребительная группа) (Сформирована 21.07.44 г. в Brandis как Erg.Staffel/JG400 на базе Ausb.Kdo./Erprobungskommando 16.)
  - Stab III./JG400 (штаб третьей группы)
  - 13./JG400 (тринадцтый штафель первой группы)
  - 14./JG400 (четырнадцатый штафель первой группы) (переформирован из Erg.Sta./JG400)

## JG 400 в боях
Me 163B-1 совершил первый боевой вылет 6 августа 1944 г. 2 Me-163 встретили в воздухе 3 истребителя P-51 «Mustang» из 352 истребительной группы (352nd Fighter Group). Первый перехват бомбардировщиков B-17 «Flying Fortress» реактивщики из JG 400 совершили 16 августа 1944 года, лейтенант Рыль (Ryll) сбил B-17, но тут же был сбит двумя «Мустангами» из 359 истребительной группы (352nd Fighter Group).
24 августа 1944 года, группа B-17-х была атакована фельдфебелем Шубертом (Schubert) который заявил два сбитых B-17 (ещё один заявили другие пилоты). Ведомый Шуберта подтвердил падение B-17. Один Ме-163 был сбит стрелком бомбардировщика.
11 сентября 1944 года,7 «Комет» атаковали строй бомбардировщиков В-17, в результате чего было заявлено сбитыми три B-17. На 24 сентября в JG 400 числилось 11 исправных Me-163, но не хватало пилотов умеющих управлять ими. В течение месяца «Koметы» вылетали всего 5 раз, 28 сентября отмечено наибольшее количество ракетных истребителей участвовавших в бою — 9 Ме-163. В этом же месяце два завода, производящих топливо для ракетных истребителей были серьёзно повреждены в результате бомбардировок, и нехватка топлива будет преследовать JG 400 до конца войны.
7 октября 1944 г. счёт пополнился двумя B-17, но и два Ме-163 не вернулись на базу.
Низкая эффективность Ме-163 привела к пересмотру тактики использования истребителей. Новый метод заключался в следующем — Ме-163 используя свой ракетный двигатель, на максимальной скорости, поднимался на высоту в 12 км (40 000 футов) сквозь строй бомбардировщиков одновременно атакуя самолёты, находящиеся в прицеле из 30-мм пушки, при достижении максимальной высоты, истребитель должен был пикировать обратно на строй бомбардировщиков, открывая опять огонь. После такой атаки самолёт возвращался на базу, где его дозаправляли, и он опять поднимался в небо для атаки следующей волны бомбардировщиков.
Союзные истребители могли противостоять «Кометам» несколькими способами, по докладам пилотов столкнувшимися с ними, было отмечено, что в пикировании с выключенным двигателем Ме-163 был крайне уязвим для любого истребителя сопровождения бомбардировщиков. Вскоре аэродром Brandis был быстро идентифицирован как место базирования JG 400, и стал постоянным объектом для атак союзных штурмовиков.
На практике оказалось, проблематично прицелиться на огромной скорости во время подъёма на высоту. Испытаны были новые технологические решения для повышения эффективности бортового оружия Ме-163, самый необычный заключался в установке на каждом крыле в 75 см от фюзеляжа, по пять труб в общем обтекателе 50-мм ракет SG500 «Jagdfaust», стреляющих вертикально вверх. Самолёт был снабжён фотоэлементом, сверху фюзеляжа, активирующим запуск ракеты. Когда Ме-163 пролетал под строем бомбардировщиков ниже на 20-70 м, силуэт бомбардировщика при прохождении над фотоэлементом вызывал срабатывание установки. Известен только один случай применения SG500 в бою, 10 апреля 1945 г. лт. Фриц Келб (Fritz Kelb) ракетами сбил британский бомбардировщик «Галифакс». Было решено использовать новое вооружение на серийных самолётах, но успели переделать только 12 Ме.163В, которые так в боях и не использовались.
К середине апреля 1945 г. боевая активность «Комет» снизилась, что объясняется отсутствием топлива. 22 апреля удалось заправить только три Ме-163, которые сумели сбить один из 640 «Ланкастеров», шедших на задание. Из-за отсутствия топлива часть персонала была отправлена на сухопутный фронт или пополнила ряды пилотов Ме-262 «Швальбе», а всего к моменту капитуляции в подразделениях «Комет» числилось 80 Ме-163 и 60 пилотов.
Несмотря на то, что Ме-163B было выпущено больше 300 машин (в том числе и несколько Ме-163-C с увеличенным запасом топлива), на счету JG 400, к концу войны, было всего 9 подтверждённых побед, за это же время 14 «Koмет» были потеряны (в основном от аварий и несчастных случаев).
В апреле 1945 года I и II группы были расформированы, I./JG 400 в Brandis , II./JG 400 в Husum .

## Пилоты
- Обер-лейтенант Адольф Нимейер (Adolf Niemeyer) выполнил более 30 боевых вылетов на «Комете», в варианте вооружения с 24 ракетами R4M установленными под крыльями.
- Фельдфебель Курт Шаблер (Kurt Schiebeler) выполнил 20 боевых вылетов на Ме-163, добившись двух побед над B-17 в сентябре-октябре 1944 года.
- Фельдфебель Рольф «Буби» Глогнер (Rolf «Bubi» Glogner) заявил одну победу на Ме-163, над DeHavilland Mosquito у Лейпцига, 16 марта 1945 года. Однако «Mosquito» (NS795 из сквадрона № 544 , пилотируемый P/O RM Hays) удалось уйти от преследования и совершить вынужденную посадку во Франции, согласно докладу пилота Hayes (опубликован в «Coastal Command Review, Vol.IV, No. 3, March, 1945».
- Обер-лейтенант Франц Фойдих (Franz Woidich), должность Staffelkapitän 6./JG 400, заявил одну победу 22 апреля 1945 года.
- Фельдфебель Зигфрид Шуберт (Siegfried Schubert) считается самым успешным пилотом, на его счету 3 четырёхмоторных бомбардировщика союзников. 7 октября 1944 года был сбит в боевом вылете.
- Лейтенант Фриц Кельб (Fritz Kelb) заявил один сбитый B-17 10 апреля 1945 года, и, прежде чем его сбили в последнем вылете 30 апреля 1945 года, заявил ещё одну сбитую «Крепость».

## Командиры JG 400

### Geschwaderkommodore
- майор Вольфганг Шпэте (major Wolfgang Späte), 1 февраля 1944 г. — март 1945

### Gruppenkommandeure

#### I. Gruppe
- капитан Роберт Олейник (hauptmann Robert Olejnik), апрель 1944
- капитан Вильгельм Фулда (hauptmann Wilhelm Fulda), 25 ноября 1944 г. — 19 апреля 1945

#### II. Gruppe
- капитан Рудольф Опиц (hauptmann Rudolf Opitz), 1 января 1944 г. — май 1945

#### III. Gruppe
- обер-лейтенант Франц Медикус (oberleutant Franz Medicus)21 июля 1944 — 13 октября 1944